# مقاطعة كواي تسينغ

موقع مقاطعة كواي تسينغ في هونغ كونغ.

مقاطعة كواي تسينغ (بالصينية: 葵青區) هي واحدة من 18 منطقة إدارية في هونغ كونغ. وهي تتألف من جزئين، كواى تشونغ وجزيرة تسنغ يي. كواي تسنغ هي جزء من الأقاليم الجديدة. بلغ عدد سكانها 290.240 نسمة في عام 2001.المنطقة تضم ثالث أقل السكان تعليما في هونغ كونغ، ودخلهم أقل من المتوسط.
كواي تسنغ لم تكن موجودة في حي مستقل عند تشكل مجلس مقاطعات هونغ كونغ في الثمانيات من القرن العشرين. حيث كانت لا تزال جزءا من مقاطعة تسوين وان حتى عام 1985.
هذه المقاطعة مشهورة دوليا على أنها تضم محطات الحاويات التي تتوزع على طول ضفاف قناة رامبلر بين كواى تشونغ يى، وجزيرة تسنغ.
أكثر من 75 ٪ من سكان المنطقة يعيشون في المساكن الشعبية.

## وصلات خارجية
- مجلس مقاطعة كواي تسنغ